# La Corona
La Corona è un sito archeologico costruito dalla civiltà Maya situato nel dipartimento di Petén, in Guatemala. Venne scoperto nel 1996 e definito come "Sito Q", una città importante dei Maya non ancora scoperta. I primi archeologi che studiarono il sito lo chiamarono in questo modo perché videro una serie di cinque templi disposti in modo da assomigliare a una corona.
Durante gli anni 60, diversi manufatti Maya si riferivano a una città allora sconosciuta. Peter Mathews, uno studente della Yale, lo chiamò "Sito Q", con la Q stante a significare "Que?", che in lingua spagnola significa "che, cosa".  Alcuni ricercatori credevano che le scritture si riferissero a Calakmul, ma lo stile artistico dei manufatti era diverso da tutto ciò che era stato trovato nella zona. Un ambientalista trovò La Corona nel 1996, e una squadra della Università di Harvard fece ricerche presso il sito più tardi in quell'anno. La squadra trovò diverse indicazioni riguardanti diversi giocatori di tlachtli che erano rappresentati sui manufatti, e la cosa portò a far pensare che La Corona fosse la città perduta. Altri non ne erano convinti. Nel 2005 Marcello A. Canuto, un ricercatore dell'Università Yale, trovò un pannello presso La Corona che menzionava due capi del Sito Q, ricavato dalla stessa roccia con cui vennero forgiati i manufatti del sito, portando indizi convincenti del fatto che La Corona fosse il Sito Q.
La Corona è stata pesantemente saccheggiata, e molti monumenti sono in condizioni di degrado. Nel sito sono stati identificati una piazza centrale e diversi templi. Diversi studiosi pensano che, in base a ciò che viene riportato nelle diverse scritture del sito Q, la città fosse alleata con la potenza regionale Calakmul. Siccome il sito è stato scoperto in tempi recenti, solamente una parte della città è stata riportata alla luce.
Nel 2008 è stato creato un progetto noto come  noto con Proyecto Regional Arqueológico La Corona  (PRALC).
Reperti  importanti
2012
Nel 2012 è stato scoperto il testo più lungo mai rinvenuto in Guatemala, il manoscritto, risalente al 700 d.c circa. Ha registrato  200 anni di storia del sito, ed ha 56 geroglifici scolpiti in una scala di roccia calcarea, il documento racconta di una visita a al sito in questione effettuata nel 696 a.C. dal sovrano Maya più potente , Yuknoom Yich'aak K'ahk' di Calakmul, che fu sconfitto pochi mesi dopo dal suo rivale Tikal.
2018
Nel 2018 è stato ritrovato un altare in pietra calcarea, grande 1,46 m per 1,2 m, corrispondente al 12 maggio 544 d.c